# Фабијан Готлиб фон Белингсхаузен
Фабијан Готлиб фон Белингсхаузен, такође познат као Фадеј Фадејевич Белингсхаузен (рус. Фаддей Фаддеевич Беллинсгаузен; Сарема, 30. септембар 1778 — Кронштат, 13. јануар 1852) служио је као поморски официр Руске Империје и командовао другом руском експедицијом на путу око света. Током те експедиције, фон Белингсхаузен је постао један од првих Европљана који је видео Антарктик.

## Биографија
Рођен у породици балтичких Немаца у Саарема у Естонији, тада делу Руске империје, фон Белингсхаузен је ступио у Руску царску морнарицу са 10 година. Након дипломирања на Крондштатској поморској академији у 18. години, фон Белингсхаузен је брзо стигао до чина капетана. Као велики поштовалац Кукових путовања, учествовао је на првој руској експедицији око света 1803. Брод Надежда којим је командовао фон Крузенштерн, је завршио свој задатак 1806. Фон Белингхаузен је наставио своју каријеру командујући разним бродовима на Балтичком и Црном мору.
Када је цар Александар I 1819. одобрио експедицију у јужном поларном региону, власти су одабрале фон Белингсхаузена да је води. Напустивши Портсмут 5. септембра 1819. са два брода, корветом Восток и помоћним бродом Мирњи, којим је заповедао Михаил Петрович Лазарев, експедиција је прешла Антарктички поларни круг (прва која је то урадила након Кука) 26. јануара 1820. Експедиција је 28. јануара открила антарктичко копно приближивши се обали Антарктика на 69°21′28″ ЈГШ и 2°14′50″ЗГД и тамо су видели ледени покривач. Ова тачка лежи око 36 km од антарктичког копна. Белингсхаузенов дневник, његов извештај руском министру поморства од 21. јула 1821. и други документи су упоређени са дневницима осталим морепловцима који су тврдили да су први стигли до Антарктика од стране британског историчара А. Г. Е. Џонса у његовој студији из 1982. Џонс је закључио да је фон Белингсхаузен, пре припадника Краљевске морнарице Едварда Бренсфилда или Американца Натанијела Палмера, који су то учинили 20. јануара, односно 17. новембра 1820, редом.
Током путовања фон Белингсхаузен је такође посетио Јужна Шетландска острва и открио и дао имена острвима Петар Први, Заводовски, Лешков и Високој, а полуострво Антарктика је назвао Александроваа обала, али оно данас носи име Александрово острво. Белингсхаузеново острво у Јужносендвичким острвима је добило име по њему, као и Белингсхаузеново море - море уз западну обалу Антарктичког полуострва.
Експедиција је наставила са открићима у тропским водама Тихог океана.
Белингсхаузен се борио у Руско-турском рату 1828-1829. и стекао чин адмирала. Године 1839. постао је војни гувернатор Крондштата и тамо је умро 1852.